# آرثر شو (لاعب كرة قدم)
آرثر شو (بالإنجليزية: Arthur Shaw)‏ (1 أغسطس 1869 في المملكة المتحدة - 1 يناير 1946) هو لاعب كرة قدم بريطاني (وحمل سابقاً جنسية المملكة المتحدة لبريطانيا العظمى وأيرلندا) في مركز الهجوم. لعب مع نوتس كاونتي ونوتينغهام فورست وLoughborough F.C. ‏.